# 小鵬・G9
G9は小鵬汽車の製造するSUVである。

## 概要
ラインアップは570G、570E、702E、650Eパフォーマンスモデル、650Xパフォーマンスモデル、650X発売記念モデルとなる。800ボルトの高電圧シリコンカーバイトプラットフォームを搭載。超急速充電スタンドS4を使うと最短5分の充電で200キロメートルの走行が可能となる。また、クアルコムのSnapdragon SA8155P7ナノメートル・スマートコックピット用チップを搭載。音声システムに無線通信の高速化技術MIMOを採用。また第2世代のADASであるXNGPにより全方位の運転支援を実現した。XシリーズはNVIDIA DRIVE Orinを2基搭載したスーパーコンピューティングプラットフォームを採用。演算能力は508TOPSとなる。

## 歴史
- 2022年8月 - 予約開始。予約台数が24時間で2万台を突破[2]。
- 2022年9月21日 - 発表[3]。10月末から納車開始予定。